# Verstrickungsbruch
Ein Verstrickungsbruch liegt vor, wenn eine Sache, die durch Zwangsvollstreckung gepfändet oder dienstlich verwahrt wird, zerstört oder anderweitig der Verstrickung entzogen wird. Der Verstrickungsbruch ist nach § 136 Abs. 1 StGB strafbar und kann mit bis zu einem Jahr Freiheitsstrafe oder Geldstrafe bestraft werden.
Schutzzweck ist die hoheitliche Herrschaftsgewalt. Daher kommt es nicht auf das Bestehen des der Pfändung zugrundeliegenden Anspruchs an, sondern alleine auf die Wirksamkeit der Verstrickung. Vertragliche oder gesetzliche Pfandrechte sind aus dem gleichen Grund nicht vom Verstrickungsbruch umfasst.
Systematisch handelt es sich beim Verstrickungsbruch um ein sogenanntes Erfolgsdelikt.